# Jmeniny ve Švédsku

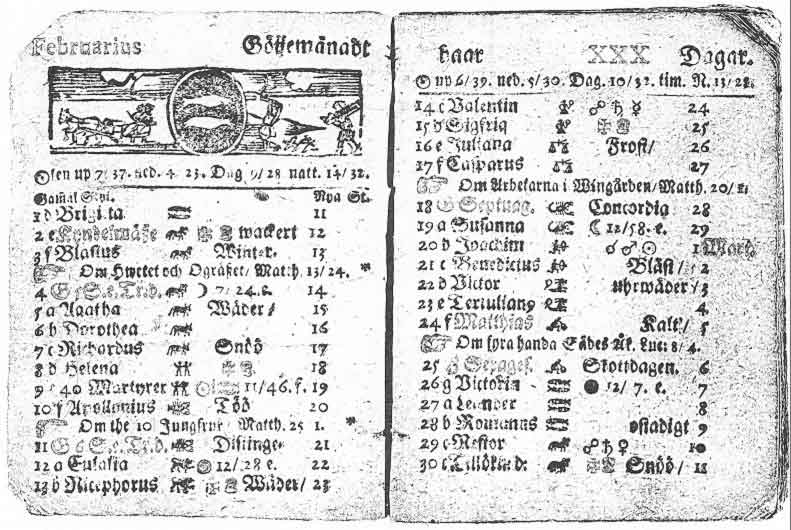
Svátky ve švédském kalendáři z roku 1712

Od 18. století byla postupně jména užívaná královskou rodinou společně s ostatními běžnými jmény zaváděna do seznamu švédských jmenin. V roce 1901 byla ke jménům přiřazena data. Monopol Královské švédské akademie věd vypršel v roce 1972. Začali se objevovat odlišné seznamy jmenin, ale oficiální seznam byl stále používán až do roku 1986, kdy vznikl nový seznam se třemi jmény pro každý den. Seznam byl upraven v roce 1993 a zredukován na dvě jména pro každý den. Nicméně, šířící se nespokojenost se seznamem přinutila Švédskou akademii vytvořit nový seznam. Ten také obsahoval dvě jména pro každý den a byl uznán v roce 2001. Přestože nemá oficiální status jako seznam z roku 1901 nebo starší seznamy, je dnes ve Švédsku všeobecně používán.
Toto je starý Švédský kalendář, schválený Švédskou akademií v roce 1901, který měl oficiální status do roku 1972. Některé dny se stále týkají spíše tradičních nebo místních svátků než jmen. Pracovní skupina švédské akademie souhlasila s přijetím nového seznamu jmenin v roce 2001. Nový seznam je velmi podobný tomu starému, ale obsahuje více jmen.
Kalendář jmenin ve Švédsku:
| Leden 1. Nyårsdagen (žádné jméno) 2. Svea 3. Alfred 4. Rut 5. Hanna 6. Trettondedag jul (žádné jméno) 7. August 8. Erland 9. Gunnar 10. Sigurd 11. Hugo 12. Frideborg 13. Knut 14. Felix 15. Laura 16. Hjalmar 17. Anton 18. Hilda 19. Henrik 20. Fabian 21. Agnes 22. Vincent 23. Emilia 24. Erika 25. Paulus 26. Botilda 27. Göte 28. Karl 29. Valter 30. Gunhild 31. Ivar | Únor 1. Max 2. Kyndelsmässodagen (žádné jméno) 3. Disa 4. Ansgar 5. Agata 6. Dorotea 7. Rikard 8. Berta 9. Fanny 10. Eugenia 11. Yngve 12. Evelina 13. Agne 14. Valentin 15. Sigfrid 16. Julia 17. Alexandra 18. Frida 19. Gabriella 20. Hulda 21. Hilding 22. Martina 23. Torsten 24. Mattias 25. Sigvard 26. Torgny 27. Lage 28. Maria *V přestupném roce je 24. únor považován za přestupný den, ke kterému se neváže žádné jméno, proto se následující únorové jmeniny posouvají o jeden den vpřed. | Březen 1. Albin 2. Ernst 3. Gunborg 4. Adrian 5. Tora 6. Ebba 7. Ottilia 8. Filippa 9. Torbjörn 10. Ethel 11. Edvin 12. Viktoria 13. Greger 14. Matilda 15. Kristofer 16. Herbert 17. Gertrud 18. Edvard 19. Josef 20. Joakim 21. Bengt 22. Viktor 23. Gerda 24. Gabriel 25. Marie bebådelsedag (žádné jméno) 26. Emanuel 27. Rudolf 28. Malkolm 29. Jonas 30. Holger 31. Ester | Duben 1. Harald 2. Gudmund 3. Ferdinand 4. Ambrosius 5. Nanna 6. Vilhelm 7. Ingemund 8. Hemming 9. Otto 10. Ingvar 11. Ulf 12. Julius 13. Artur 14. Tiburtius 15. Olivia 16. Patrik 17. Elias 18. Valdemar 19. Olaus Petri 20. Amalia 21. Anselm 22. Albertina 23. Georg 24. Vega 25. Markus 26. Teresia 27. Engelbrekt 28. Ture 29. Tyko 30. Mariana | Květen 1. Valborg 2. Filip 3. Göta 4. Monika 5. Gotthard 6. Sigmund 7. Gustava 8. Åke 9. Jonatan 10. Esbjörn 11. Märta 12. Charlotta 13. Linnea 14. Halvard 15. Sofia 16. Hilma 17. Rebecka 18. Erik 19. Alrik 20. Karolina 21. Konstantin 22. Henning 23. Desideria 24. Ragnvald 25. Urban 26. Vilhelmina 27. Blenda 28. Ingeborg 29. Baltsar 30. Fritjof 31. Isabella | Červen 1. Gun, Gunnel 2. Rutger, Roger 3. Ingemar, Gudmar 4. Solbritt, Solveig 5. Bo 6. Gustav, Gösta 7. Robin, Robert 8. Eivor, Majvor 9. Börje, Birger 10. Svante, Boris 11. Bertil, Berthold 12. Eskil 13. Aina, Aino 14. Håkan, Hakon 15. Margit, Margot 16. Axel, Axelina 17. Torborg, Torvald 18. Björn, Bjarne 19. Germund, Görel 20. Linda 21. Alf, Alvar 22. Paulina, Paula 23. Adolf, Alice 24. Johannes Döparens dag 25. David, Salomon 26. Rakel, Lea 27. Selma, Fingal 28. Leo 29. Peter, Petra, Petrus 30. Elof, Leif |

| Červenec 1. Aron 2. Rosa 3. Aurora 4. Ulrika 5. Melker 6. Esaias 7. Klas 8. Kjell 9. Götilda 10. Anund 11. Eleonora 12. Herman 13. Joel 14. Folke 15. Ragnhild 16. Reinhold 17. Alexis 18. Fredrik 19. Sara 20. Margareta 21. Johanna 22. Magdalena 23. Emma 24. Kristina 25. Jakob 26. Jesper 27. Marta 28. Botvid 29. Olof 30. Algot 31. Elin | Srpen 1. Per 2. Karin 3. Tage 4. Arne 5. Ulrik 6. Sixten 7. Arnold 8. Sylvia 9. Roland 10. Lars 11. Susanna 12. Klara 13. Hillevi 14. Ebbe 15. Stella 16. Brynolf 17. Verner 18. Helena 19. Magnus 20. Bernhard 21. Josefina 22. Henrietta 23. Signe 24. Bartolomeus 25. Lovisa 26. Östen 27. Rolf 28. Augustin 29. Hans 30. Albert 31. Arvid | Září 1. Samuel 2. Justus 3. Alfhild 4. Moses 5. Adela 6. Sakarias 7. Regina 8. Alma 9. Augusta 10. Tord 11. Dagny 12. Tyra 13. Ambjörn 14. Ida 15. Sigrid 16. Eufemia 17. Hildegard 18. Alvar 19. Fredrika 20. Agda 21. Matteus 22. Maurits 23. Tekla 24. Gerhard 25. Signild 26. Enar 27. Dagmar 28. Lennart 29. Mikael 30. Helge | Říjen 1. Ragnar 2. Ludvig 3. Evald 4. Frans 5. Bror 6. Jenny 7. Birgitta 8. Nils 9. Ingrid 10. Helmer 11. Erling 12. Valfrid 13. Teofil 14. Manfred 15. Hedvig 16. Fingal 17. Antoinetta 18. Lukas 19. Tore 20. Sibylla (změněna z Kasper v roce 1934) 21. Birger 22. Seved 23. Sören 24. Evert 25. Inga 26. Amanda 27. Sabina 28. Simon 29. Viola 30. Elsa 31. Edit | Listopad 1. Allhelgonadagen 2. Tobias 3. Hubert 4. Sverker (změněn z Nore v 1905) 5. Eugen 6. Gustav Adolf 7. Ingegerd 8. Vendela 9. Teodor 10. Martin Luther 11. Mårten 12. Konrad 13. Kristian 14. Emil 15. Leopold 16. Edmund 17. Napoleon, Gabriella 18. Magnhild 19. Elisabet 20. Pontus 21. Helga 22. Cecilia 23. Klemens 24. Gudrun 25. Katarina 26. Torkel 27. Astrid (změněna z Estrid v 1907) 28. Malte 29. Sune 30. Anders | Prosinec 1. Oskar 2. Beata 3. Lydia 4. Barbro 5. Sven 6. Nikolaus 7. Agaton 8. Virginia 9. Anna 10. Malin 11. Daniel 12. Alexander 13. Lucia 14. Sten 15. Gottfrid 16. Assar 17. Inge 18. Abraham 19. Isak 20. Israel 21. Tomas 22. Natanael 23. Adam 24. Eva 25. Juldagen (žádné jméno) 26. Stefan 27. Johannes 28. Menlösa barns dag (žádné jméno) 29. Abel 30. Set 31. Sylvester |